# Darren Bent
Darren Ashley Bent (6. veljače 1984.) engleski je profesionalni umirovljeni nogometaš.

## Vanjske poveznice
- Profil na Transfermarktu
- Profil na Soccerwayu